# Maratón de Abu Dabi
El maratón de Abu Dabi (también conocido como ADNOC Abu Dhabi Marathon por motivos de patrocinio) es un maratón anual en carretera organizado en Abu Dabi, Emiratos Árabes Unidos, desde 2018. El maratón es una carrera en ruta de World Athletics Elite Label y miembro de la Asociación Internacional de Maratones y Carreras de Distancia. Durante el fin de semana de la carrera, también se ofrecen una carrera de 10 km, una carrera de 5 km y una carrera por diversión de 2,5 km.

## Historia
La carrera inaugural se celebró el 7 de diciembre de 2018.  El maratón fue ganado por el corredor keniano Marius Kipserem y el corredor etíope Ababel Yeshaneh, con tiempos de llegada de 2:04:04 y 2:20:16, respectivamente. Aproximadamente 10.000 personas participaron en el evento. El maratón tuvo un gran fondo de premios, con 100.000 USD siendo otorgado a cada uno de los dos ganadores.
Poco después de la carrera inaugural, los observadores especularon que el recorrido fue corto y que muchos corredores terminaron con divisiones negativas significativas y récords personales. Una persona notó que los tiempos registrados para el tramo entre el 30 kilómetros (19 mi) y 35 kilómetros (22 mi) las marcas fueron inusualmente rápidas.  Dos meses después, los expertos en maratón Sean Hartnett y Helmut Winter midieron el recorrido y concluyeron que, debido a un punto de giro indicado incorrectamente, el «kilómetro 34 [era] entre 195,8 y 199,6 metros corto». World Athletics no incluye el tiempo ganador en sus listas de maratones al aire libre más rápidos de todos los tiempos.
El maratón masculino de la segunda edición del evento, celebrada el 6 de diciembre de 2019, fue ganado inesperadamente por la liebre keniano Reuben Kipyego. Aunque se esperaba que Kipyego marcara el ritmo del pelotón líder y luego abandonara la carrera alrededor de los 30 kilómetros (19 mi), ninguno de los corredores de élite había seguido el ritmo de Kipyego en ese momento. Todavía sintiéndose bien y encontrando las condiciones de carrera ideales, Kipyego terminó la carrera con una división negativa, con una mejor marca personal de 2:04:40, casi dos minutos más rápido que el segundo clasificado. Su compatriota Vivian Kiplagat también estableció un récord personal con su tiempo ganador de 2:21:11, y ambos corredores recibieron 100 000 USD cada uno por sus victorias.
La edición 2020 de la carrera se pospuso hasta 2021 debido a la pandemia de COVID-19, y todos los inscritos tuvieron la opción de obtener un reembolso de la tarifa de inscripción (menos una tarifa administrativa).
El 17 de diciembre de 2022, el maratón masculino fue nuevamente ganado por una liebre.  Después de marcar el paso para el pelotón líder, el corredor keniano Timothy Kiplagat finalmente se encontró solo al frente, por lo que decidió terminar la carrera y la ganó por más de cuatro minutos.  El tiempo final de Kiplagat de 2:05:20 fue su mejor marca personal.  La corredora bareiní Eunice Chumba ganó el maratón femenino con un tiempo de llegada de 2:20:41.

## Curso
El maratón se ejecuta en un recorrido circular que comienza y termina en ADNOC Headquarters. Los corredores se dirigen primero hacia el sureste hasta Wahat Al Karama, siguiendo aproximadamente el borde sur de la isla. El curso luego se dirige hacia el noroeste, pasando por el World Trade Center Abu Dhabi en su camino hacia Corniche. Los corredores de maratón luego se dirigen hacia el noreste para un tramo corto de ida y vuelta antes de correr los últimos aproximadamente 5 kilómetros (3 mi) suroeste a lo largo de la Corniche para regresar al área de meta.
Las carreras más cortas se ejecutan en gran parte a lo largo de Corniche.